# Liteň
Liteň är en köping i Tjeckien.   Den ligger i regionen Mellersta Böhmen, i den centrala delen av landet, 28 km sydväst om huvudstaden Prag. Liteň ligger 319 meter över havet och antalet invånare är 961.
Terrängen runt Liteň är kuperad åt nordost, men åt sydväst är den platt. Runt Liteň är det ganska tätbefolkat, med 100 invånare per kvadratkilometer. Närmaste större samhälle är Beroun, 8,6 km nordväst om Liteň. Trakten runt Liteň består till största delen av jordbruksmark.